# Megamyrmaekion kajalae
Megamyrmaekion kajalae är en spindelart som beskrevs av Biswas 1992. Megamyrmaekion kajalae ingår i släktet Megamyrmaekion och familjen plattbuksspindlar. Inga underarter finns listade i Catalogue of Life.